# Melcombe Regis
Melcombe Regis – dzielnica miasta Weymouth w Anglii, w hrabstwie Dorset, w dystrykcie (unitary authority) Dorset. Leży 1,4 km od centrum miasta Weymouth, 10 km od miasta Dorchester i 193,3 km od Londynu. W 2016 miejscowość liczyła 6066 mieszkańców. W 1911 roku civil parish liczyła 10 952 mieszkańców.